# كاندي فورد
كاندي فورد (بالإنجليزية: Candy Ford)‏ هي ممثلة أمريكية، ولدت في 1 مايو 1971 في لوس أنجلوس في الولايات المتحدة.

## وصلات خارجية
- كاندي فورد على موقع IMDb (الإنجليزية)
- كاندي فورد على موقع قاعدة بيانات الفيلم (الإنجليزية)